# Hollies Sing Hollies
Hollies Sing Hollies, conosciuto negli Stati Uniti d'America come He Ain't Heavy, He's My Brother, è un album in studio del gruppo musicale britannico The Hollies, pubblicato nel 1969.

## Tracce
Side 1
1. Why Didn't You Believe? – 3:33 (Terry Sylvester, Allan Clarke)
2. Don't Give Up Easily – 2:18 (Tony Hicks)
3. Look at Life – 2:31 (Sylvester, Clarke)
4. Please Sign Your Letters – 3:45 (Sylvester, Clarke, Hicks)
5. My Life is Over with You – 3:20 (Clarke, Hicks)
6. Please Let Me Please – 3:13 (Hicks, Clarke)

Side 2
1. Do You Believe In Love – 3:44 (Sylvester, Clarke, Hicks)
2. Soldiers Dilemma – 2:57 (Clarke)
3. Marigold: Gloria Swansong – 5:28 (Sylvester, Clarke)
4. You Love 'Cos You Like It – 2:52 (Sylvester Clarke)
5. Reflections of a Long Time Past – 2:29 (Bernard Calvert)
6. Goodbye Tomorrow – 3:50 (Clarke)

## Versione statunitense
Negli Stati Uniti il disco è uscito nel dicembre 1969, pubblicato da Epic Records, con il titolo He Ain't Heavy, He's My Brother.

### Tracce
Side 1
1. Why Didn't You Believe?
2. Don't Give Up Easily
3. Look at Life
4. Please Sign Your Letters
5. My Life is Over with You
6. Please Let Me Please

Side 2
1. Do You Believe In Love
2. He Ain't Heavy, He's My Brother
3. You Love 'Cos You Like It
4. Reflections of a Long Time Past
5. Goodbye Tomorrow

## Formazione
- Allan Clarke – voce, armonica
- Tony Hicks – chitarra, voce
- Terry Sylvester – chitarra, voce
- Bobby Elliott – batteria
- Bernie Calvert – basso, tastiera